# Peines d'amour perdues
Peines d'amour perdues (Love's Labour's Lost) est une des premières comédies de William Shakespeare, probablement écrite vers 1595-1596, à l'époque de Roméo et Juliette et du Songe d'une nuit d'été.

## Résumé
Ferdinand, Roi de Navarre, et trois de ses compagnons, Biron, Longueville et Du Maine, se rencontrent et discutent de leurs projets spirituels. Ils font le serment de se consacrer entièrement à la philosophie et de renoncer à toute aventure frivole, pour les années à venir. Cependant, ces projets sont mis à mal lorsqu'arrivent la Princesse de France et trois de ses dames de compagnie, Rosaline, Maria et Catherine. Les hommes en tombent éperdument amoureux et ont quelques difficultés à respecter leur pacte.
Cette pièce est souvent considérée comme l'une des plus flamboyantes des pièces spirituelles de Shakespeare. Elle regorge de jeux de mots sophistiqués, calembours, références littéraires et subtils pastiches des formes poétiques de l'époque.
Elle a certainement été composée pour être jouée aux Inns of Court, où les étudiants étaient les plus susceptibles d'apprécier son style. Elle dut avoir quelque succès puisque Shakespeare écrivit Peines d'amour gagnées qui pourrait en être une suite, et dont le texte a été perdu. Mais le style de cette pièce fait qu'elle n'a jamais été très populaire par la suite, et son humour érudit la rend particulièrement difficile d'accès pour le public moderne.

## Sources
Il est possible que Shakespeare ait utilisé comme fond historique à cette pièce le fait qu’en 1578, Catherine de Médicis, accompagnée de sa fille Marguerite et d'autres dames de son entourage, ont rejoint la cour de Henri de Navarre afin de régler le litige concernant la souveraineté de l'Aquitaine. Il est également possible que le groupe de seigneurs dont la pièce se moque gentiment fasse allusion à des contemporains de Shakespeare tels que Walter Raleigh (modèle d’Armado), George Chapman (modèle de Boyet) et Thomas Nashe. C’est une question qui prête à discussion, mais la liaison de sir Walter Raleigh avec Elisabeth Throckmorton (qu'il a finalement épousée) rappelle les aventures d’Armado avec Jacquinette.
Les noms employés par Shakespeare sont en tout cas empruntés à de véritables seigneurs français qui lui étaient contemporains : Berowne/Biron, nom d’un proche de Navarre, Charles de Gontaut-Biron ; Longueville, nom d'un de ses lieutenants, et Dumaine (Du Maine), province de ce qui est devenu aujourd’hui la Sarthe et les deux tiers nord de la Mayenne, et qui pourrait soit justement faire référence au duc Charles de Mayenne, soit, selon d'autres, être une corruption du nom d'un autre lieutenant du roi de Navarre, Jean VI d'Aumont. Le pédant Holopherne, le vantard Armado, le parasite Nathaniel, le gendarme illettré Balourd et le clown marmonnant Courge sont issus de la Commedia dell’arte italienne.
Pour ce qui est des sources de l’histoire, Shakespeare pourrait avoir fondé sa pièce sur L’Académie françoise (1577) de Pierre de La Primaudaye et/ou sur Endymion de John Lyly dont la structure semble comparable et dont le personnage de Sir Tophas ressemble à celui d’Armado.

## Thèmes et motifs
On note une grande similarité de structure entre Peines d’amour perdues et Le Songe d’une nuit d’été qui ont – pour ce que l’on en sait – été écrites à peu de temps d’intervalle. On trouve dans les deux pièces une opposition et même une certaine rivalité entre les « petites gens » et les nobles. Les deux pièces se finissent par une pièce dans la pièce avec une représentation montée par des comédiens amateurs qui déclenche l’hilarité et la moquerie et qui propose un éclairage particulier sur l’action qui vient de se dérouler dans la pièce principale. Dans les deux cas, l’action est agrémentée d’historiettes amusantes qui agrémentent le thème central et l’on peut voir dans les déguisements portés par les nobles au moment de leurs déclarations d’amour, une évasion de la réalité qui évoque l’ambiance fantastique du Songe d’une nuit d’été.
L’ambiance générale joue d’abord sur le côté solennel de la déclaration royale, mais tourne vite à la frivolité et à la légèreté dès qu’il devient évident que les engagements des quatre jeunes seigneurs ne seront pas tenus. On se retrouve dans une forme proche de la farce lors de l’épisode des déguisements (acte 5) et des quiproquos qui s’ensuivent. Puis l’ambiance retrouve peu à peu de son sérieux et se conclut par la nouvelle tragique de la mort du roi de France qui nous ramène au ton solennel du début. La demande des femmes imposant une abstinence d’un an aux quatre hommes contribue également à faire de cette histoire une sorte de roue qui se referme sur elle-même puisqu’ils se retrouvent ainsi à nouveau engagés dans leur défi initial.

## Personnages
- Ferdinand, roi de Navarre
- Biron (Berowne)
- Longueville (Longaville)
- Du Maine (Dumaine), jeunes seigneurs de la suite du roi
- Boyet, seigneur plus âgé de la suite de la Princesse de France
- Mercadé, messager
- Don Adriano de Armado, Espagnol fantasque
- Nathanael (Sir Nathaniel), curé
- Holopherne (Holofernes), maître d'école
- Butor (Dull), garde-champêtre
- Cabochard (Costard), rustre
- Moustique (Moth), page d'Armado
- Un garde-chasse
- La Princesse de France
- Rosaline
- Catherine (Katharine)
- Marie (Maria), dames de la suite de la Princesse
- Jacquinette (Jaquenetta), paysanne
- Officiers et autres personnes de la suite du Roi et de la Reine

## Adaptations
Kenneth Branagh en a fait une adaptation en comédie musicale dans son film de 2000 : Peines d'amour perdues (Love's Labour's Lost).

## Éditions de la pièce
- (en) H. R. Woudhuysen (éd.), Love Labours Lost. The Arden Shakespeare. Third Series. 1988.  (ISBN 978-1-904271-10-9)
- (en) William C. Caroll (éd.), Love's Labour's Lost. The New Cambridge Shakespeare. Cambridge University Press 2009.  (ISBN 978-0-521-29431-7)
- (en) G. R. Hibbard  (éd.), Love's Labour's Lost. The Oxford Shakespeare. Oxford Worlds Classics. Oxford University Press 1990. Reissued as an Oxford World's Classic Paperback 2008.  (ISBN 978-0-19-953681-8)